# Front populaire (revue)
Pour les articles homonymes, voir Front populaire.
Front populaire est une revue souverainiste créée en 2020 par le philosophe Michel Onfray et le journaliste et producteur Stéphane Simon. Elle prend la forme d'un mook trimestriel et d'un site internet auxquels contribuent des auteurs, polémistes, essayistes, etc.
La revue a une ligne antilibérale, populiste et souverainiste et se veut une plateforme programmatique pour rassembler les souverainistes français « au-delà des clivages partisans ». Selon Le Monde et Libération, elle séduit également à l'extrême droite.

## Histoire
La revue est lancée en avril 2020,. Elle revendique 30 000 abonnés lors du lancement, 45 000 abonnés en août 2020 et un million de visiteurs uniques sur son site sur les trois mois de l'été 2020,.
Elle met en ligne le 18 juin 2020 son site internet, et publie le 23 juin son premier numéro papier,. Sur sa couverture figure une citation de la La Boétie : « Soyez résolus à ne plus servir et vous voilà libres ! ». Sur la couverture, le titre et le thème du numéro (« Souverainisme ! ») sont de couleur rouge et noir, et une carte de l’Europe craquelée est représentée en jaune.
Courant août 2020, l'association Front populaire et Compagnie dans la continuité de la revue est créée par Michel Onfray et Stéphane Simon. Elle deviendra France Souveraine fin 2021 et sera présidée par Guillaume Bigot. Un "Programme commun des souverainistes" sera rédigé par les 3000 adhérents de l'association et présenté chapitre par chapitre par Thibault JAIMON et Henri de Monvallier (fiscalité, immigration et laïcité, démocratie et institutions, énergie et santé).
En octobre 2022, Front populaire lance une web TV, baptisée FP+. Celle-ci publie des revues de presse hebdomadaire de Michel Onfray, des décryptages et des rencontres avec des invités. La chaîne présente aussi une émission bi-hebdomadaire avec Pierre-Yves Rougeyron, président du Cercle Aristote, et l’économiste Jacques Sapir, consacrée aux grandes questions internationales.
Le numéro hors-série du 30 novembre 2022 se trouve au cœur d’une polémique, pour un entretien croisé entre Michel Onfray et l’écrivain Michel Houellebecq. Ce dernier, qui anticipe des attentats à l'encontre des musulmans, écrit notamment : « Le souhait de la population française de souche, comme on dit, ce n’est pas que les musulmans s’assimilent mais qu’ils cessent de les voler et de les agresser. Ou bien, autre solution, qu’ils s’en aillent. » Le Monde évoque une « radicalisation à l’extrême droite » de l'écrivain, l'Union des mosquées de France (UMF) dépose plainte pour « provocation à la discrimination, à la haine ou à la violence », tandis que la Grande Mosquée de Paris renonce à déposer plainte à la suite d'une rencontre avec l'auteur,,,,.
Début 2023, la publication approche du million d’exemplaires vendus, après la publication de dix numéros et trois hors-séries. D’après le magazine d'actualité Valeurs actuelles, il s'agit d'« un succès notable en pleine crise de la presse écrite ». Pour ce même média, la revue s'est imposée comme le média de référence des souverainistes.

## Caractéristiques
La revue prend la forme d'un mook — format hybride entre un magazine et un livre — et d'un site d'actualité et de débat. Elle parait de manière trimestrielle. La revue comprend environ 150 pages. Selon Stéphane Simon, la revue et le site ont autant d'abonnés et « C’est cette hybridation du modèle qui fait la réussite de Front Populaire ». Le site Internet comprend une web TV, baptisée FP+.
La revue est sans publicité et financée par les pré-abonnements.

## Équipe de rédaction
La revue est le fruit de l'association du philosophe Michel Onfray et du producteur et journaliste Stéphane Simon, déjà responsable du site Michelonfray.com. Michel Onfray est l'actuel directeur de la publication de la revue.
La revue, qui se veut apartisane, accueille des hommes politiques et intellectuels de différents bords.

## Ligne éditoriale
Front populaire se veut la publication de « ceux qui défendent un retour de la politique française, et qui sont des souverainistes de droite et de gauche » contre « ceux qui défendent l'état maastrichtien, les libéraux ». Onfray résume la ligne ainsi : « Parler des sujets qui ne sont pas traités par la doxa dominante ».
Le mook ne s'inscrit pas dans la suite du front populaire de 1936, Stéphane Simon explique qu'« il faut lire les deux mots séparément, front et populaire ». Michel Onfray déclare dans la revue avoir abandonné « le vieux clivage gauche droite, inutile pour décrire le monde d'aujourd'hui ».
Les thématiques traitées par la revue sont : le souverainisme, l’État profond, le « génie français », l’immigration, l’écologie, le droit à la sécurité, les espèces menacées que seraient la droite et la gauche et le bilan d’Emmanuel Macron[réf. souhaitée].
Les journalistes Lucie Soullier et Abel Mestre du Monde indiquent, peu avant sa parution, que la revue séduit l'extrême droite. Le journaliste Simon Blin de Libération y voit « une revue des troupes identitaires », aux accents réactionnaires et conservateurs.
Jack Dion, dans Marianne, critique les analyses du Monde et de Libération rapprochant la revue de l'extrême droite et affirme que « ce que l’on reproche au philosophe, comme à d’autres, c’est de sortir des clous du politiquement correct ».
Charlie Hebdo consacre un dossier à l'annonce du magazine.
- Jean-Yves Camus considère que « Front populaire sera donc un titre de plus dans une presse "antisystème" qui se porte bien. », le mettant dans la même catégorie que Causeur, Valeurs actuelles, Éléments ou L’Incorrect  et évoquant des personnalités comme Éric Zemmour, Charlotte d’Ornellas, Gilles-William Goldnadel ou Natacha Polony[17].
- Fabrice Nicolino considère que « Il n’y a plus de solution de continuité entre le polygraphe Onfray, Élisabeth Lévy de Causeur ou Éric Zemmour »[18].
- Interviewé par Laure Daussy qui pointe les figures d'extrême droite (Philippe de Villiers) ou pro-Kremlin (Jacques Sapir) dans la liste des auteurs, Jean-Pierre Chevènement déclare « Je vois que je côtoie des personnes que je n’ai pas souhaité côtoyer », et précise qu'il n'a fait qu'écrire un article « à titre purement amical pour Michel Onfray » sans savoir l'usage que celui-ci allait en faire[19].

Après la sortie du premier numéro, Jean-Yves Camus déclare que, « sans rien retirer aux critiques précédemment émises dans cette chronique sur les présupposés du projet », ce premier numéro n'est « en aucun cas un brûlot néofasciste », mais « une revue antilibérale, populiste et souverainiste ».

## Projet politique
La revue est conçue comme une plateforme participative au service du souverainisme et se veut une « plateforme programmatique » « ouverte ». Dès son lancement, la revue se donne pour objectif d’organiser la « convergence des luttes souverainistes et faire émerger des figures politiques ». Aussi, elle se décrit comme « un Parlement perpétuel des idées » où le « peuple » pourra faire des propositions pour « rebâtir notre monde ». Elle entend également avoir une influence sur l'élection présidentielle française de 2022.
Cependant, La Croix relate en 2020 que le politologue Jean-Yves Camus et l'historien Nicolas Lebourg estiment que « l’ambition de Michel Onfray serait davantage éditoriale, voire commerciale, que politique », notamment car les électorats de l'extrême droite et de l'extrême gauche sont bien distincts.
En septembre 2022, Michel Onfray annonce que Front populaire soutiendrait une liste souverainiste aux élections européennes de 2024.
Front populaire organise une université d'été en septembre 2022 à Uzès dont le thème est « France : Que faire ? »,.